# Фудбалски савез Хаитија
Фудбалски савез Хаитија (енгл. Fédération Haïtienne de Football (FHF)) је управно тело за фудбал на Хаитију. ФХФ је одговоран за надгледање свих аспеката фудбалске игре на Хаитију, професионалних и аматерских. Члан КОНКАКАФа од 1961. године, ФХФ је задужен за фудбал на Хаитију и за све ниже категорије. Главни спортски терен је стадион Силвио Катор у Порт о Пренсу. Члан је оснивача КОНКАКАФа. 

## Скандал у савезу
Крајем априла 2020. Жан-Барт је оптужен за дугогодишње сексуално злостављање младих фудбалерки у националном тренинг центру ФХФа.  Истрагу је тада покренула ФИФА; Жан-Барт је привремено суспендован на 90 дана, одбацио је све наводе.  Ипак, о мишљењу чланова одбора ФХФа, он би требао занемарити забрану ФИФАе и наставити водити савез.